# Пилотный проект по автоматическому и дистанционному судовождению
Пилотный проект по автоматическому и дистанционному судовождению (Autonomous and Remote Navigation Trial Project, ARNTP, БЭС-КФ) — пилотный проект по применению морских автономных надводных судов (МАНС), реализуемый Россией. Проект реализуется в рамках дорожной карты МАРИНЕТ Национальной технологической инициативы при поддержке Министерства промышленности и торговли Российской Федерации, с участием Министерства транспорта Российской Федерации и Российского морского регистра судоходства .
Цель проекта — создание технических возможностей и правовых условий для эксплуатации морских автономных наводных судов (МАНС) под флагом России.
Задачи проекта:
- разработка и испытание в реальных условиях стандартного набора технических систем, обеспечивающих автономное плавание и применимых к любому существующему коммерческому судну.
- разработка законодательства, адаптирующего автономное судоходство к действующему морскому праву.

В проекте задействованы суда компаний ПАО «Совкомфлот», ООО «Пола Райз» и ФГУП «Росморпорт».

## История и участники
Проект был анонсирован в ноябре 2018 года на форуме «Транспортная неделя».
В январе 2019 года группа российских судоходных компаний, технологических компаний и морских вузов создала совместную рабочую группу под эгидой Отраслевого центра МАРИНЕТ. В группу вошли: ФГУП «Росморпорт», ПАО СКФ , Группа компаний Пола, АО Ситроникс КТ, Авиационная и морская электроника, НИИ специальных проектов, Российская компания спутниковой связи, СКАНЭКС, НИИ Нептун, ГНИИ КУРС, Морской государственный университет им. адмирала Г. И. Невельского, ГМУ им. адмирала Макарова, Санкт-Петербургский политехнический университет Петра Великого, Российский Морской Регистр Судоходства.
В 2019 г. в рамках рабочей группы была разработана базовая методология применения автономного судоходства под названием «Принцип полной функциональной эквивалентности», а также архитектура и прототипы системы обеспечения автономности. Российский морской регистр судоходства в рамках работ по одобрению технологии автоматического и дистанционного судовождения выполнил анализ рисков, утвердил критерии и методы испытаний систем.
К сентябрю 2020 года АО «Ситроникс КТ», в рамках контракта на НИОКР с Минпромторгом РФ по теме «Беспилотная навигация для торгового флота», провела береговые испытания разработанного программного обеспечения и оборудования с использованием имитаторов, изготовила и установила экспериментальное оборудование на четырёх судах под надзором Российского морского регистра судоходства.
С октября 2020 г. начат первый этап эксплуатации автономных систем: сбор полевых данных с судов и анализ работы систем. Также команда проекта разработала предложения по внесению изменений в национальное законодательство в части применения МАНС.
В ноябре 2020 года проект был представлен Александром Пинским президенту России Владимиру Путину на форуме «Сильные идеи для нового времени», организованном Агентством стратегических инициатив. Владимир Путин поддержал проект и поручил оказать содействие в разработке нормативного регулирования и мер стимулирования для внедрения и производства средств автономного судовождения в России. Пятого декабря 2020 года утверждено Постановление Правительства о национальном эксперименте по автономному судовождению.
В феврале 2021 года начался второй этап опытной эксплуатации систем автономного судоходства: испытания систем автоматического и дистанционного управления судами в реальных условиях под наблюдением экипажа.

## Конфигурация систем автономной навигации (а-Навигация)
Технология а-Навигации предполагает максимальное использование существующих, в том числе обязательных, технических и навигационных систем на борту. Системная архитектура технологии представлена на схеме:

К основным системам технологии а-Навигации относятся: автономная навигационная система (АНС), оптическая система анализа ситуационной обстановки (ОСА), пульт дистанционного управления (ПДУ), система скоординированного управления движением (СКУ), системы связи и система внутреннего наблюдения.

### Автономная навигационная система (АНС)[19]
АНС выполняет функции автоматического анализа окружающей обстановки, перехода по заданному маршруту (в автоматическом режиме и в режиме дистанционного управления), предлагая автоматическое принятие решений о маневрировании судна с учётом его параметров и положений МППСС-72. В АНС входит подсистема обработки навигационной информации (ПОИ), подсистема автоматического маневрирования и расхождения (ПАМИР) и дисплей АНС (с расширенной функциональностью ЭКНИС).
Подсистема обработки навигационной информации (ПОИ) в режиме реального времени получает и автоматически интегрирует данные от всех доступных источников информации (радиолокационная станция, АИС, глобальные системы спутниковой навигации и позиционирования, метеостанция и др., включая оптические системы анализа) об окружающей обстановке, собственном судне и показания систем управления движением.
Подсистема автоматического маневрирования и расхождения (ПАМИР) удерживает судно на маршруте и рассчитывает его манёвры для предотвращения столкновений с другими судами и навигационными опасностями в соответствии с правилами, установленными МППСС-72. Необходимая интерпретация данных правил для систем автономной навигации представлена в официальных рекомендациях Федерального агентства морского и речного транспорта России.
На дисплее АНС отображаются данные из всех обязательных и дополнительных электронных карт, а также любая другая необходимая информация аналогично ЭКНИС.

### Оптическая система анализа ситуационной обстановки (ОСА)[21]
OСA — это оптическая система, которая автоматически обнаруживает и распознаёт окружающие объекты. Данные об окружающих объектах в машиночитаемой форме передаются в АНС, а обработанное видеоизображение передаётся на интерфейс пользователя (на пульт дистанционного управления).
OСA обеспечивает выполнение конвенционных требований к ведению визуального наблюдения в полностью автономном режиме и во время дистанционного управления. Одновременно, OСA позволяет повысить качество ситуационной осведомлённости экипажа, находящегося как на борту, так и за пультом дистанционного управления.

### Пульт дистанционного управления (ПДУ)[18]
ПДУ — это рабочее место оператора дистанционного управления, предназначенное для решения всего спектра задач дистанционного мониторинга и управления. Он расположен за пределами контролируемого судна и является эквивалентом судового мостика и центрального поста управления.

### Система скоординированного управления движением (СКУ)[18]
СКУ передаёт команды АНС на судовые исполнительные механизмы, что позволяют судну следовать заданной человеком траектории с высокой точностью, с учётом существующих погодных условий.

### Системы связи[22]
Все системы а-Навигации объединены в одну локальную сеть, включая VPN-соединения между бортовыми системами и пультом дистанционного управления. Эта локальная сеть должна быть защищена от несанкционированного доступа с помощью шифрования данных, брандмауэра для защиты периметра, а также контроля и ограничения сокетов.
Обмен данными между сегментом бортовой сети и удалёнными системами осуществляется по беспроводным каналам связи. В зависимости от условий эксплуатации МАНС средства связи могут включать:
- спутниковую связь (в любых зонах): VSAT , Inmarsat , Iridium и др .;
- мобильную связь (в зоне покрытия мобильных сетей): CDMA , 3G , 4G ;
- прямую радиосвязь (в зоне прямой видимости, например, при караванном управлении).

Каналы связи необходимо резервировать для обеспечения постоянной доступности и защиты от несанкционированного доступа.

### Система внутреннего видеонаблюдения[4]
Система внутреннего наблюдения обеспечивает автоматический контроль состояния помещений (движение, изменение геометрических параметров и т. д.), оборудования (изменение индикации, состояния переключателей и т. д.), груза (смещение, осыпание, наклон и т. д.), а также передачу этой видеоинформации на пульт дистанционного управления.

## Разработка правового регулирования
В соответствии с российским подходом, чтобы обеспечить широкое использование МАНС в реальных условиях, на этих судах должно быть полностью обеспечено выполнение всех функций, предписанных экипажу судна действующими международными правилами. Это обеспечит, с одной стороны, единообразие регулирования в отношении всего флота, а с другой стороны, гарантирует, что МАНС при взаимодействии с другими участниками будет руководствоваться и выполнять общеизвестные и обязательные функции.
Эта методология получила название «Принцип полной функциональной эквивалентности», который предполагает полное выполнение всех функций, предусмотренных для экипажа на борту текущими правилами безопасности (СОЛАС , МППСС , ПДНВ), независимо от методов управления, в том числе при использовании автоматического и дистанционного управления.
В России было разработано несколько регулирующих документов:
- Федеральный закон «О внесении изменений в Кодекс торгового мореплавания Российской Федерации и отдельные законодательные акты в части правоотношений, возникающих при эксплуатации автономных судов»[27].
- Постановление правительства России о проведении национального эксперимент по широкой опытной эксплуатации МАНС, который позволяет любой судоходной компании оборудовать своё судно под российским флагом системами автономного судовождения и использовать его в своей коммерческой деятельности[28] .
- Рекомендация Федерального агентства морского и речного транспорта Российской Федерации по применению МППСС-72 для автономных судов[20].
- Правила классификации МАНС, изданные Российским Морским Регистром Судоходства[29].

В декабре 2020 года Российский морской регистр судоходства выдал принципиальное одобрение на комплекс систем автономного судовождения.